# Бранислав Лонткијевић
Бранислав Л. Лонткијевић (Крагујевац, 6. март 1873 — Загреб, 23. април 1921) био је коњички пуковник српске и  југословенске војске. Шеф српске војне мисије при Штабу врховног командовања (Ставки) Руске империје и војни аташе у српском посланству на руском двору током Првог светског рата.

## Младост и образовање
Бранислав Лонткијевић је рођен 6. марта 1873. године у Крагујевцу. У војску је ступио 1890, као питомац 23. класе ниже школе Војне Академије. Његови класни другови били су Војислав Милојевић, Ђура Докић, Миливоје Зечевић, Владислав Дерок, Милан Вијоровић, Александар Глишић и Драгомир Милојевић.
Као поручник се усавршавао на Николајевској генералштабној академији у Руској империји, између 1897. и 1899. године, као питомац Министарства војног Краљевине Србије.

## Војна каријера
Као вршилац дужности команданта Првог коњичког пука, тада у чину мајора, из руке краља Петра I Карађорђевића је 26. јуна 1911. године на Бањици, примио нову пуковску заставу.
Једно време је командовао Другом коњичком бригадом Прве српске армије.

## Дипломатска каријера у Русији
На захтев српског посланика др Мирослава Спалајковића у Петрограду, да се неодложно упути нови војни изасланик, одређено је да то буде потпуковник Лонткијевић. Он је у руску престоницу стигао 21. априла 1913. године.
Од своје команде, Лонткијевић је 19. децембра 1915. године, затражио дозволу за наставак рада на формирању Српског добровољачког одреда, што му је одобрено 31. децембра. Читава идеја је њиховом заслугом придобила симпатије руског императора Николаја II Александровича Романова.

Лонткијевић и Марко Цемовић (српски конзул у Одеси) су у јануару 1916. године, предали начелнику штаба Врховног командовања генералу Михаилу Алексејеву, ноту српског посланика др Мирослава Спалајковића којом је тражено да руске војне власти сносе трошкове Српског добровољачког корпуса и упућивање заробљених и предатих аустроугарских војника словенских народности у Одесу. Лонткијевић је веровао да је између 10.000 и 12.000 потенцијалних добровољаца међу заробљеницима. Периодично је био ангажован као контролор рада мајора Пејовића, који се старао о формирању добровољачких одреда и избору добровољаца, а по одобрењу генерала Алексејева.
У фебруару 1916. године, Лонткијевић је известио да корпус броји 12.000 добровољаца, стационираних или на путу за Одесу.
О руским плановима да се Српски добровољачки корпус упути у Добруџу, на фронт према Бугарима, Лонткијевић је известио Министарство војно на Крфу, 22. јуна 1916. године.
Током јесени 1916. године, делегација коју су чинили краљев први ађутант генерал Павле Јуришић Штурм, пуковник Драгутин Кушаковић, посланик др Мирослав Спалајковић и пуковник Бранислав Лонткијевић, отпутовала је у Царско Село како би императору Николају II уручила орден Карађорђеве звезде са мачевима првог реда.

Последњи пут у званичној аудијенцији код императора Николаја II, Лонткијевић је боравио 20. марта 1917. године. Император му се захвалио на верној служби у Руској империји, уз речи:
...милостиви Бог нека заштити српски народ.— Император Николај II Александрович Романов
Након Фебруарске револуције, министар Војислав Маринковић је убедио председника Министарског савета Николу Пашића да је потребно отпочети преговоре са Румунијом о будућој подели Баната. Према њиховим инструкцијама, командант Српског добровољачког корпуса пуковник Стеван Хаџић и Лонткијевић су захтевали од генерала Алексејева да се по том питању заузме код румунских власти. Он им је 13. маја 1917. године, обећао да ће Румунија бити заустављена у свим неоправданим територијалним захтевима. Оштро се заузео у Ставки да се ослаби утицај организације Уједињење или смрт (Црна рука).
Регент Александар Карађорђевић је 6. новембра 1917. године, упутио молбу Александру Керенском, председнику руске привремене владе, тражећи да се Русија енергичније ангажује у рату, пошто постоји бојазан да Централне силе повуку делове својих снага са Источног и упуте их на Солунски фронт. Лонткијевић није успео да преда регентово писмо, пошто је већ сутрадан Лењин повео напад на владу Керенског, чиме је отпочела Октобарска револуција. Он је одмах известио владу на Крфу да нема: „никакве наде за скору поправку, а на акцију руске војске, не може се за дуго рачунати.” За време боравка Допунског батаљона у Јекатеринбургу, руској царској породици је достављено 50.000 рубаља у злату, али и обавештење Лонткијевића да српски добровољци не смеју предузимати никакве једностране потезе у овом сукобу.
По револуционарним дешавањима, Лонткијевић је измештен у Кијев, где је остала ројалистичка влада и где су били концентрисани заробљеници са фронта. Убрзо је почео са избором нових добровољаца. Вратио се у Москву и добио потврду народног комесара иностраних дела РСФСР Лава Троцког да Допунски батаљон неће бити разоружан. Како би изборио да српски добровољци из Русије буду упућени на Солунски фронт, сагласио се да будући аустроугарски заробљеници словенских народности буду регрутовани у Црвену армију. Предлагано је да се српски добровољци укључе у „сређивање прилика у Русији”, односно да заједно са француским и чехословачким снагама подупру Белу армију против бољшевика у грађанском рату. Такав предлог је наишао на симпатије регента Александра, а за команданта такве формације је био виђен Лонткијевић.
Прочуло се да Лонткијевић има контакте са „контрареволуционарним снагама”, због чега су совјетске службе упале у посланство Краљевине Србије у Москви и заплениле целокупну архиву посланства. Лонткијевић је ухапшен и ослобођен у августу 1918. године, на интервенцију Норвешке.
Преминуо је 23. априла 1921. године у Загребу. Сахрањен је у породичној гробници на Новом гробљу у Београду.